# Elias Beauregard
Pour les articles homonymes, voir Beauregard.
Le capitaine Elias Beauregard (fin XVIIIe  - début XIXe siècle), est un officier et administrateur, successivement au service de l'Espagne, de la France puis des États-Unis, colon et propriétaire terrien louisianais.

## Biographie
Issu d'une famille de planteurs de coton d'origine française de Louisiane, le capitaine Beauregard a transformé en 1806 la ville de Bâton-Rouge en installant sur les terres de sa plantation un nouveau quartier d'habitation pour accueillir des réfugiés français de Saint-Domingue en Amérique. Le port, quoique situé à 230 kilomètres de la côte, comptait déjà près d'un millier d'habitants et s'est ensuite développé pour devenir un important marché aux esclaves.
En 1799, il obtient plusieurs lots de terre du gouvernement, juste à côté de Bâton-Rouge, qui n'est alors qu'un poste militaire nommé Fort San Carlos. Beauregard s'est adressé à Carlos de Grand Pré, Espagnol d'origine franco-louisianaise, qui est gouverneur de la Floride occidentale, et effectue pendant sept ans de travail d'influence politique, pour finalement adopter une deuxième solution architecturale s'éloignant de celle acceptée en premier lieu, car entre-temps, la Louisiane a changé deux fois de mains, redevenant française en 1800, puis vendue aux États-Unis en 1803.
Pour réussir ce projet, Elias Beauregard, lui-même réfugié français de Saint-Domingue en Amérique, s'est fait aider d'un jeune ingénieur et architecte du nom d'Arsène Lacarrière-Latour, lui aussi réfugié français de Saint-Domingue et plus tard espion espagnol.